# سالتهاوس
سالتهاوس (به انگلیسی: Salthouse) یک روستا و محله مدنی در بریتانیا است که در North Norfolk واقع شده‌است. سالتهاوس ۶٫۲۲ کیلومتر مربع مساحت و ۲۰۱ نفر جمعیت دارد.